# Ambrogio Santambrogio
Ambrogio Santambrogio (Cesano Maderno, 21 agosto 1958) è un sociologo italiano.

## Biografia
Laureato all'Università di Perugia, vi ha svolto la carriera di docente, dirigendo, tra l'altro, dal 2014 al 2019, il Dipartimento di Scienze Politiche. Sempre a Perugia ha diretto dal 2014 al 2020 la Scuola di giornalismo radiotelevisivo. Attento ai temi della politica, riletti in chiave sociologica, ha fatto parte dei comitati scientifici della "Rassegna Italiana di Sociologia" e della "International Review of Sociology".

## Opere principali
- Totalita e critica del totalitarismo in Karl Mannheim, Milano, Angeli, 1990
- Destra e sinistra: un'analisi sociologica, Roma-Bari, Laterza, 1998
- Introduzione alla sociologia della diversità, Roma, Carocci, 2003
- Il senso comune: appartenenze e rappresentazioni sociali, Roma-Bari, Laterza, 2006
- I cattolici e l’Europa. Laicità, religione e sfera pubblica a cura di Ambrogio Santambrogio, Soveria Mannelli, Rubbettino, 2007.
- Introduzione alla sociologia: le teorie, i concetti, gli autori, Roma-Bari, Laterza, 2008; nuova ed. aggiornata 2019
- Ecologia sociale: la società dopo la pandemia, Firenze, Mondadori università, 2020
- Idee per una sinistra europea, Firenze, Mondadori università, 2022